# Liste der Kreisstraßen in Schweinfurt
Die Liste der Kreisstraßen in Schweinfurt ist eine Auflistung der Kreisstraßen in der bayerischen Stadt Schweinfurt mit deren Verlauf. 

## Abkürzungen
- St: Staatsstraße in Bayern
- SW: Kreisstraße im Landkreis Schweinfurt
- SWs: Kreisstraße in der kreisfreien Stadt Schweinfurt

## Liste
Nicht vorhandene bzw. nicht nachgewiesene Kreisstraßen werden in Kursivdruck gekennzeichnet, ebenso Straßen und Straßenabschnitte, die unabhängig vom Grund (Herabstufung zu einer Gemeindestraße oder Höherstufung) keine Kreisstraßen mehr sind.
Der Straßenverlauf wird in der Regel von Nord nach Süd und von West nach Ost angegeben.
| Nr. SWs | Verlauf |
| ------- | --- |
| SWs 8   | (SW 8 im Landkreis Schweinfurt) – Stadtgrenze – Dittelbrunner Straße – St 2280                                                                               |
| SWs 30  | (SW 30 im Landkreis Schweinfurt) – Stadtgrenze – Zeller Straße – Lindenbrunnenweg – St 2280                                                                  |
| SWs 31  | (SW 31 im Landkreis Schweinfurt) – Stadtgrenze – Geldersheimer Straße – Oskar-von-Miller-Straße – Stresemannstraße – Hauptbahnhofstraße – Luitpoldstraße – / |